# Oven-AAS
Met Oven-AAS wordt een speciale AAS techniek aangeduid waarbij geen gebruik gemaakt wordt van een vlam om de vereiste hoge temperatuur te bereiken maar een oventje. Voordelen ten opzichte van de klassieke AAS zijn onder andere:
- door de afwezigheid van de altijd turbulente vlam een rustiger signaal verkregen wordt en
- door de (veel) hogere temperatuur zijn matrix-effecten veel kleiner en
- door de kleinere meetruimte, is het monsterverbruik ook veel kleiner.

Een nadeel van de klassieke AAS blijft wel bestaan: eigenlijk kan er maar één element tegelijkertijd bepaald worden. Dit nadeel wordt pas overwonnen bij gebruik van een andere detectietechniek, zoals een bij ICP gebruikte polychromator, of een massaspectrometer, zoals bij ICP-MS.

## De oven
De oven in deze vorm van AAS bestaat uit een buisje van grafiet, ongeveer 1.5 tot 2 cm lang en ongeveer 7 mm in diameter. De boring is ongeveer 4 mm. In het midden bevindt zich een klein gaatje waarlangs het monster in het oventje gebracht kan worden. Het feit dat het oventje van grafiet is, betekent dat het stroom kan geleiden, maar wel een hoge weerstand heeft. Met
W = I 2 * R
is te berekenen hoe groot de warmteproductie zal zijn bij een bepaalde stroomsterkte. Met behulp van computersturing is vervolgens de temperatuur van het oventje te sturen.

## Stikstof
Omdat een koolstofbuisje, dat tot 2500 °C verwarmd kan worden, uiteraard zal verbranden in lucht wordt tijdens de meting rond het oventje een sterke stikstofstroom of argonstroom opgebouwd.

## Meetproces
1. Met behulp van een computergestuurde arm wordt een kleine hoeveelheid monster (10 tot 50μl) via het middengat in het oventje gebracht.
2. Het monster wordt langzaam verwarmd tot ongeveer 110 °C en enige tijd (seconden) op die temperatuur gehouden om het oplosmiddel, meestal water, te laten verdampen: de droog-stap.
3. Na drogen wordt het monster verwarmd tot een temperatuur (afhankelijk van het monster) tussen 500 °C en 900 °C en daar enige tijd (seconden) gehouden. Makkelijk af te breken verbindingen ontleden.[1]: de ver-assings-stap.
4. In deze fase kan ook, door het eerder inbrengen van reagentia, een reactie teweeg worden gebracht waarbij het monster chemisch wordt ontsloten en storende elementen als gas kunnen worden afgevoerd.
5. Na het verassen wordt de temperatuur snel verhoogd tot 2000 °C, soms 2500 °C waarbij de overgebleven verbindingen afgebroken worden tot hun samenstellende elementen: de atomisatie-stap.

Gedurende deze tijd wordt de lichtstraal van een holle kathodelamp door het oventje geleid en de absorptie als functie van de tijd gemeten. Via computerberekening kan vervolgens de tijdgewogen absorptie voor het monster bepaald worden.

## Verwerking van de meetresultaten
De verwerking van de meetresultaten is vergelijkbaar met die voor de UV/VIS-spectroscopie.